# Пшевуз (гміна Козеніце)
Пшевуз (пол. Przewóz) — село в Польщі, у гміні Козениці Козеницького повіту Мазовецького воєводства.
Населення — 190 осіб (2011).
У 1975-1998 роках село належало до Радомського воєводства.

## Демографія
Демографічна структура станом на 31 березня 2011 року:
|          | Загалом | Допрацездатний вік | Працездатний вік | Постпрацездатний вік |
| -------- | ------- | ------------------ | ---------------- | -------------------- |
| Чоловіки | 98      | 24                 | 60               | 14                   |
| Жінки    | 92      | 17                 | 51               | 24                   |
| Разом    | 190     | 41                 | 111              | 38                   |